# ۶۴۱ (میلادی)
۶۴۱ (میلادی) ششصد و چهل و یکمین سال تقویم میلادی است.

## درگذشتگان
- 11 فوریه- هراکلیوس : امپراتور روم شرقی یا بیزانس.

‎